# Maurice Dugowson
Maurice Dugowson (Saint-Quentin, Aisne, 23 de setembre de 1938 − París, 11 de novembre de 1999) va ser un director de cinema, guionista i dialoguista francès.

## Biografia
Per a la televisió ha treballat tant en la direcció d'emissions en directe, com Droit de réponse animada al començament dels anys 1980 per Michel Polac o l'emissió de Philippe Alfonsi Taxi a FR3 presentada per Catherine Belkhodja (que ha guanyat el 7 d'or a la millor revista d'actualitat el 1987) com en la realització de documentals o de telefilms i sèries. Ve del documental i de la TV i per a les seves primeres realitzacions com a cineasta, ofereix a Patrick Dewaere dos papers de primer pla. Ha rebut el 1996 el set d'or del millor documental per a la seva pel·lícula Històries secretes de la televisió .

## Filmografia
Director
- 1969: Les Vésicules de la fortune, amb Brigitte Fontaine, Sotha i Romain Bouteille
- 1975: Lily aime-moi, amb Patrick Dewaere, Rufus, Folon; també dialoguista i guionista.
- 1976: F de Fairbanks, amb Patrick Dewaere i Miou-Miou; també guionista.
- 1979: Au revoir... a lundi, amb Miou-Miou i Claude Brasseur; també guionista.
- 1983: Sarah, amb Jacques Dutronc i Lea Massari; també guionista.
- 1986: Sèrie negra - 2 episodis :
  - Adieu la vie amb Jean-Claude Dauphin
  - Chantons en chœur amb Pascale Rocard i Jean-Pierre Bisson
- 1995: La Poudre aux yeux, amb Robin Renucci i Pierre-Loup Rajot; també guionista.
- 1997: Ernesto Guevara, enquête a un home de légende, documental.

Ajudant de direcció
- 1961: Les Cinq Dernières Minuts de Claude Loursais, episodi: Cherchez la femme
- 1963: Les Cinq Dernières Minuts de Claude Loursais episodi L'eau qui dort
- 1964: Les Cinq Dernières Minuts: Temporada 1, Episodi 30: Fenêtre à jardin de Claude Loursais
- 1964: Les Cinq Dernières Minuts: Temporada 1, Episodi 31: 45 tours et puis s'en vont de Bernard Hecht
- 1964: Les Cinq Dernières Minuts de Claude Loursais, episodi: Quand le vin est tiré
- 1964: Les Cinq Dernières Minuts, Temporada 1, Episodi 33: Sans fleurs ni couronnes de Claude Loursais
- 1965: Les Cinq Dernières Minuts, Temporada 1, Episodi 36: Des fleurs pour l'inspecteu de Claude Loursais
- 1965: Les Cinq Dernières Minuts, episodi Napoléon est mort a Saint-Mandé de Claude Loursais.

## Premis i nominacions

### Nominacions
- 1975: Os d'Or per Lily, aime-moi
- 1976: Os d'Or per F de Fairbanks